# Grànul (biologia cel·lular)

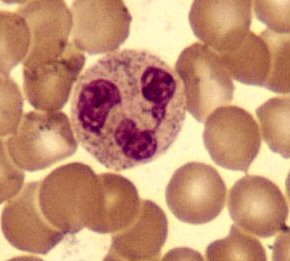
Frotis de grànuls de neutròfils en un microscopi.

En la biologia cel·lular, un grànul és una partícula petita. Sota el microscopi òptic pràcticament no es distingeix cap estructura. Aquest terme sovint es fa servir per a descriure la via secretora de la vesícula biològica.

## Leucòcits
Un grup de leucòcits anomenats granulòcits contenen grànuls i tenen un paper important en el sistema immunitari. Els grànuls de certes cèl·lules com les cèl·lules matadores (natural killer cells), contenen components que poden dur a la lisi de cèl·lules veïnes. Els gànuls dels leucòcits es classifiquen com grànul azuròfil o grànul específic.
La desgranulació allibera grànuls en resposta a estímula immunològics.

## Plaques
Els grànuls de les plaquetes es classifiquen com grànul dens i alfagrànul.

## Midó
En la fotosíntesi, les plantes usen l'energia de la llum per a produir glucosa del diòxid de carboni. Aquesta glucosa s'emmagatzema en la forma de grànuls de midó, en els plastidis com el cloroplasts i especialment els amiloplasts.